# International Loadstar
International Loadstar — серия грузовиков, которые производились компанией International Harvester с 1962 по 1978 год. Первая линейка продуктов компании, разработанная специально как грузовики средней грузоподъемности, Loadstar занимала промежуточное положение между пикапами C-Line и большегрузными автомобилями. R-серия. После прекращения выпуска R-серии Loadstar оказался ниже обычных моделей Fleetstar и Transtar.